# Casey Mongillo
Casey Mongillo es un actor de voz estadounidense, que ha interpretado papeles en animación y videojuegos. Se le conoce por interpretar al personaje principal Shinji Ikari en el doblaje en inglés de Netflix de Neon Genesis Evangelion en 2019, y también interpretó a Emporio Alniño en JoJo's Bizarre Adventure: Stone Ocean, Shou Suzuki en Mob Psycho 100 y Raichu, Scorbunny, Raboot, Cinderace, Chrysa y Allister en el anime de Pokémon.

## Carrera
En 2019, Mongillo interpretó al personaje principal Shinji Ikari en el doblaje de Netflix de la serie de anime Neon Genesis Evangelion, reemplazando a Spike Spencer, quien interpretó el papel en el doblaje original de ADV Films. Mongillo tuiteó que interpretar a Shinji fue "uno de los mayores honores de mi vida".
Noel Kirkpatrick de TV Guide elogió la interpretación de Mongillo de Shinji, diciendo que se destacó al cambiar "entre el sarcasmo y la tristeza, el deleite y el desapego", y que hizo "un mejor trabajo al capturar la voz preadolescente de Shinji" que Spencer. Aja Romano de Vox escribió que era loable que Netflix eligiera a un actor de género no binario para interpretar a Shinji. Carol Grant, en un artículo de opinión para Vice, escribió que el hecho de que Shinji fuera interpretado por un actor trans hacía que la serie se sintiera más queer y dijo que "la interpretación de Mongillo captura la delicada interacción entre los aspectos masculino y femenino de la voz y la personalidad de Shinji, trayendo su cuerpo y ansiedades de género ante la vida".
Mongillo fue nominado a Mejor interpretación de un actor de voz (inglés) en los Crunchyroll Anime Awards por su interpretación de Shinji.
Mongillo lanzó un sencillo, "Everything Is Alright", en iTunes Store el 3 de abril de 2012.

## Filmografía

### Doblaje de anime
| Año       | Título                                  | Papel                                                                                            | Notas              | Ref.          |
| --------- | --------------------------------------- | ------------------------------------------------------------------------------------------------ | ------------------ | ------------- |
| 2013      | Zetman                                  | Joven Jin Kanzaki                                                                                |                    |               |
| 2013      | Queen's Blade: Rebellion                | Dogor                                                                                            |                    |               |
| 2014      | Eve no Jikan                            | TEX                                                                                              |                    |               |
| 2015      | Rokka no Yūsha                          | Rainer Milan                                                                                     |                    | [ 11 ]        |
| 2017      | Mobile Suit Gundam SEED                 | Nicol Amalfi                                                                                     | Doblaje de NYAV    | [ 12 ]        |
| 2017      | Mobile Suit Gundam SEED Destiny         | Nicol Amalfi                                                                                     | Doblaje de NYAV    | [ 12 ]        |
| 2017      | Mob Psycho 100                          | Shou Suzuki                                                                                      |                    | [ 13 ]        |
| 2018      | Beyblade Burst Turbo                    | Kimeru, Joven Phi                                                                                |                    | [ 14 ] [ 15 ] |
| 2018      | B The Beginning                         | Kirisame (joven)                                                                                 |                    |               |
| 2019      | Neon Genesis Evangelion                 | Shinji Ikari                                                                                     | Doblaje de Netflix | [ 16 ]        |
| 2020      | Pokémon                                 | Scorbunny, Allister, Raboot, Cinderace, Raichu de Goh, Chrysa, Wartortle trainer, Skateboard Kid |                    | [ 17 ]        |
| 2020      | Pokémon: Twilight Wings                 | Allister, Haunter                                                                                |                    | [ 18 ]        |
| 2020      | Gleipnir                                | Isao Kasuga                                                                                      |                    | [ 19 ]        |
| 2021      | Kumo desu ga, Nani ka?                  | Kyouya Sasajima / Wrath                                                                          |                    | [ 20 ]        |
| 2021      | Bungo and Alchemist: Gears of Judgement | Haruka                                                                                           |                    | [ 21 ]        |
| 2021–2022 | JoJo's Bizarre Adventure: Stone Ocean   | Emporio                                                                                          | Doblaje de Netflix |               |
| 2021      | 86                                      | Theoto Rikka                                                                                     |                    | [ 22 ]        |
| 2021      | Tokyo Revengers                         | Manjirō Sano (joven)                                                                             |                    | [ 23 ]        |
| 2022      | Tribe Nine                              | Haru Shirokane                                                                                   |                    | [ 24 ]        |
| 2022      | Komi-san wa, Komyushō desu.             | Nene Onemine                                                                                     | Netflix dub        | [ 25 ]        |
| 2023      | Chainsaw Man                            | Angel Devil                                                                                      |                    | [ 26 ]        |

### Animación
| Año       | Título                               | Papel              | Notas               | Ref.          |
| --------- | ------------------------------------ | ------------------ | ------------------- | ------------- |
| 2006–2008 | PvP                                  | Francis Ottoman    |                     |               |
| 2011–2015 | TOME: Terrain of Magical Expertise   | Gamecrazed, Sofdti |                     | [ 27 ] [ 28 ] |
| 2015      | Miraculous: las aventuras de Ladybug | Sandboy            | Episodio: "Sandboy" | [ 29 ]        |

### Videojuegos
| Año  | Título                                   | Papel                                                                 | Notas | Ref.          |
| ---- | ---------------------------------------- | --------------------------------------------------------------------- | ----- | ------------- |
| 2006 | The Ship                                 | Charlie M. Panther, Male Player, otros                                |       |               |
| 2006 | Brigade E5: New Jagged Union             | Collin Woods, Sylvester McNabb, Tomi Mengazi                          |       |               |
| 2008 | Adventure at the Center of the Earth     | Anunciador del juego                                                  |       |               |
| 2008 | Grand Chase                              | Veigas Terre                                                          |       | [ 31 ]        |
| 2010 | Rage of the Gladiator                    | Gargadan, Chimera's Lion Head                                         |       |               |
| 2010 | Red Dead Redemption                      | Vernon Cherry, Población local, Zombies                               |       |               |
| 2010 | Heroes of Newerth                        | High Priestess Parallax, Carnage Calamity                             |       |               |
| 2010 | Star Trek Online                         | Embajadoe Surah                                                       |       |               |
| 2015 | Neverwinter                              | Demon Hunter, Mantol-Derith Armor Dealer, Cleric of Moradin, Dhaunira |       |               |
| 2016 | The Ship: Remasted                       | Male Player                                                           |       |               |
| 2016 | Shadowverse                              | ROLY-POLY MK, Varios                                                  |       | [ 32 ]        |
| 2018 | Octopath Traveler                        | Voces adicionales                                                     |       | [ 33 ]        |
| 2018 | Food Fantasy                             | Long Bao, Omurice, Salad & Sichuan Hotpot                             |       |               |
| 2019 | Monster Prom: Second Term                | Zoe                                                                   |       | [ 34 ] [ 35 ] |
| 2019 | Left Alive                               | Various characters                                                    |       | [ 36 ]        |
| 2019 | Grand Chase: Dimension Chaser            | Veigas Terre                                                          |       |               |
| 2019 | Shenmue III                              | Shi Youwen, Yang Wenliang, Tong Zhangping                             |       | [ 37 ]        |
| 2020 | Monster Prom 2: Monster Camp             | Zoe, Milo Belladonna, Hex                                             |       | [ 38 ]        |
| 2020 | Bugsnax                                  | Floofty Fizzlebean                                                    |       |               |
| 2020 | The Elder Scrolls Online                 | Female Nords, Orcs, Half-Giants                                       |       |               |
| 2021 | Ys IX: Monstrum Nox                      | Zola                                                                  |       | [ 39 ]        |
| 2021 | Story of Seasons: Pioneers of Olive Town | Marian                                                                |       | [ 40 ]        |
| 2021 | Shin Megami Tensei V                     | Protagonist                                                           |       | [ 41 ]        |
| 2022 | Fire Emblem Heroes                       | Limstella                                                             |       | [ 42 ]        |
| 2022 | Tower of Fantasy                         | Crow                                                                  |       | [ 43 ]        |
| 2022 | Azure Striker Gunvolt 3                  | Zed-Omega                                                             |       | [ 44 ]        |
| 2023 | Trinity Trigger                          | Additional voices                                                     |       | [ 45 ]        |
| 2023 | Komorebi                                 | Klace                                                                 |       | [ 46 ]        |
| 2023 | Omega Strikers                           | Dubu                                                                  |       | [ 47 ]        |

### Otros doblajes
| Año  | Título  | Papel  | Notas                               | Ref.   |
| ---- | ------- | ------ | ----------------------------------- | ------ |
| 2019 | Osmosis | Billie | Serie de Netflix, doblaje en inglés | [ 48 ] |

## Discografía
- "Everything Is Alright" (sencillo de 2021)[8]